# ミドルセックス大学
ミドルセックス大学（英: Middlesex University）は、イギリス、ロンドン北部に位置する国立大学。旧州ミドルセックス境界に位置していたことから名づけられた。

## キャンパス
大学は主にヘンドン、アーチウェイ、キャットヒル、トレントパークの4つの土地に区分される。そして大きく分け3つのキャンパスがある。すべてのキャンパスはロンドン北部に位置し、それぞれのキャンパスで専門科目の講義を開講している。それぞれのキャンパスに違った特徴があり、中でもトレントパークキャンパスは建築的にも重要性がある。
過去5年間、大学は主な活動拠点をヘンドンキャンパスへ集中させてきた。結果、いくつかの昔からのキャンパス（トッテナムやエンフィールド）はヘンドンキャンパスが新しい生徒や授業に対応するため施設などを充実させるための十分な投資を受けてきてから、2005年から2008年の間に閉鎖した。 
2004年以来、大学はドバイにあるキャンパスも管理している。さらに、2010年にモーリシャスに新しいキャンパスをオープンさせる計画もある。 

### ヘンドンキャンパス　Hendon Campus
ヘンドンはヘンドン・カレッジ・オブ・テクノロジーとしてよく知られている。現在のメインビルディングは新ジョージ王朝様式にH.W.バーチェットによって建てられ、1939年に開かれた。4000万ポンドをかけた改築工事はRicketts Quadrangleを形成するガラス張り中庭のガラスの追加などである。カレッジは1955年に拡大され、1969年には新しいカフェテリアやエンジニアリングブロック（ウィリアム・ビルディング）が増築された。2004年、新しいラーニング・リソース・センター、シェパード・ライブラリーがサイトにオープンした。ヘンドンは学生やスタッフのためのバローズ（The Burroughs）として知られているスポーツクラブがあり、イギリスにおいても数少ない正式なテニスコートも完備している。ミドルセックス大学ビジネススクール、エンジニアリング＆インフォメーションサイエンススクールそしてヘルス＆ソーシャルサイエンスの大部分がヘンドンに位置している。
ヘンドンキャンパスはこれから5年から10年かけ、2008年にオープンした新しいサイエンス・ビルディング同様、バローズにあるロンドン特別区のタウンホールを含めたバーネットオフィスビルディングを中心に拡大していく。生物医科学のリサーチセンターや環境科学の学部はここがベースとなる。大学は、ほぼ全ての授業がヘンドンキャンパスで行うことができるように統合すること目標に掲げている。 現在、ヘンドンキャンパスではビジネス、コンピューティング、ヘルスケア＆ソーシャルサイエンスが開講されている。 

### トレントパーク　Trent Park
トレントパークは宮殿のような邸宅で4km²のカントリーパークにある。元々は14世紀、ヘンリー4世の猟場であった。今日では、ダンス、ドラマ＆パフォーミングアーツ、英語、文学、メディア、カルチャー＆コミュニケーション、音楽、シアターアーツ、言語、翻訳、哲学、プロダクトデザイン、教育などがトレントパークで教えられている。 また、エンフィールドキャンパスが2008年に閉鎖したと同時に移転してきた洪水災害リサーチセンターのホームキャンパスともなっている
大学はトレントパークの再開発に対し意欲的であったが、しかしながらエンフィールドカウンシルが環境問題を懸念することからも2度断られている。

### キャットヒル　Cat Hill
キャットヒルキャンパスはコックフォスターズに位置する。元々は1880年に創立されたホーンジー・カレッジ・オブ・アートであった。1970年代後半、キャンパスは拡大され、後のミドルセックス・ポリテクニックのアート＆デザイン学部になった。現在、アート＆デザイン、シネマティックス＆エレクトロニックアーツはキャットヒルにある。キャットヒルキャンパスは大学ドメスティックデザイン＆アーキテクチャミュージアムやナショナルレズビアン＆ゲイニュースメディアアーカイブなどを収容している。 　また、エレクトロニックアーツのためのエレクトロニック・アーツのためのランズダウン・センター（ジョン・ランズタウンにちなみ名づけられた）もキャットヒルキャンパスにはある。

### アーチウェイ＆ホスピタル　Archway and Hospitals
スクール・オブ・ヘルス＆ソーシャルサイエンスはアーチウェイ＆ホスピタルキャンパスに位置し、ロイヤル・フリー・ホスピタル、ウィッティントン・ホスピタル（ユニバーシティ・カレッジ・ロンドンと共同運営）、チェイス・ファーム＆ノースミドルセックスホスピタルの４つのサイトとして管理されている。
2007年、1月24日ミドルセックス大学は新しいCentre for Excellence in Teaching and Learning(CETL)、メンタルヘルス＆ソーシャルワークをアーチウェイキャンパスをベースとして開設した。 　CETLのステータスは2005年にセインズブリーセンターメンタルヘルスと結びつきがあるミドルセックス大学のメンタルヘルス＆ソーシャルワークアカデミックグループに授けられた。 　その結果として、センターは35万ポンドの収入を5年間に渡り、さらに140万ポンドの資本補助を受け、Higher Education Funding Council for Englandによって援助された最大のイニシアチブの一つとなる。 この資金補助の結果、大学は新しい教育施設をメンタルヘルス＆ソーシャルワークの人々のアカデミックコミュニティーや施設を一つの場所に作る目的としてアーチウェイキャンパスに建てることができた。 

### ドバイ　Dubai
2004年、ミドルセックス大学はアラブ首長国連邦のドバイにキャンパスをオープンさせた。　キャンパスはドバイ ナレッジヴィレッジ（フリーエコノミーゾーン）に位置する。ミドルセックス大学とミドルセックスアソシエイツの共同事業として行われている。キャンパスは約4 600 m2の広さを誇り、ミドルセックス大学にとってロンドン北部以外初のキャンパスとなる。最初のプログラム（ほぼビジネススタディーズ）は2005年1月に生徒に開講された。全ての学位はイギリス・ミドルセックス大学から授与される。 
近年、ドバイにあるミドルセックス大学は１７の学部プログラム、3の大学院プログラムを、学士準備課程と共に提供している。 
全ての大学の学部（アーツ＆エデュケーション、ビジネス・スクール、エンジニアリング＆インフォメーションサイエンスそしてヘルス＆ソーシャルサイエンス）はドバイで学位を提供しており、また学生にはオフキャンパスの住居やビザも提供する。

### 過去のキャンパス

#### トッテナム　Tottenham
キャンパスは2005年夏に閉鎖され、トッテナムで開講されていた科目は別のキャンパスで開講されるようになった。トッテナムキャンパスはセント・キャサリン・カレッジのメインキャンパスとして始まり、1878年にはイギリス初の教師教育機関にもなった。そして後に、カレッジ・オブ・オールセインツとなった。
1964年、セント・キャサリン・カレッジとベリッジ・ハウス、ハムステッドの統合の結果、改名された。カレッジは1960年代キャンパスのビクトリア建築を残しながらも大幅に拡大された。ミドルセックス・ポリテクニックの統合後、キャンパスは人文学、ビジネススタディー、法学、社会学そして女性学のメインキャンパスとなり、これらの全ては閉鎖後違うキャンパスへ移転した。
バウンズ　グリーン　Bounds Green
バウンズグリーンキャンパスはエンジニアリング＆インフォメーションテクノロジー学部のメインキャンパスとして使われていたが、2003年12月に住宅開発企業に売却された。キャンパスは1989年、映画Wiltの撮影現場としても使用されたことがある。
エンフィールド　Enfield
キャンパスは2008年7月に閉鎖された。エンフィールドキャンパスをメインで使用していた学部は多くがヘンドンキャンパスへ移転し、いくつかはアーチウェイキャンパスへ移転しUCLと共用している。エンフィールドキャンパスは元々エンフィールド・カレッジ・オブ・テクノロジーのキャンパスとして使われていた。

## 歴史
ミドルセックス大学の歴史は1880年代後半、二つの教育機関セント・キャサリン・カレッジとホーンジー・スクール・オブ・アーツ＆クラフトがロンドン北部でその門戸を開いたところから始まる。双方のカレッジは1973年に創設されたミドルセックス・ポリテクニックの一部となり、1992年に“大学”のタイトルを受けた。
ミドルセックス・ポリテクニックはエンフィールド・カレッジ・オブ・テクノロジー、ヘンドン・カレッジ・オブ・テクノロジー、そしてホーンジー・カレッジ・オブ・アートが合体し１つの教育機関として設立された。カレッジ・オブ・オールセインツ（1878年創立セント・キャサリン・カレッジとベリッジ・ハウスが合体して1964年にオールセインツとなる）とトレント・パーク・カレッジが1978年に加わり、1992年にミドルセックス大学になった。2005年には、ミドルセックス大学はドバイにキャンパスをオープンさせ、ビジネス、コンピューターサイエンス、メディア学、心理学において学士・修士号を取得する場を提供している。
- 1878年 - セント・キャサリン・カレッジがトッテナムに開校。1世紀を越え使用される
- 1882年 - ホーンジー・スクール・オブ・アーツ＆クラフツ　創立
- 1901年 - ポンダーズ・エンド・テクニカルインスティテュート 開始
- 1939年 - ヘンドン・テクニカル・インスティテュート　ヘンドンに開校
- 1947年 - トレント・パークカレッジ・オブ・エデュケーション　戦後、必要な教師を教育するため開校
- 1962年 - ニューカレッジ・オブ・スピーチ＆ドラマ　開校
- 1973年 - ミドルセックス・ポリテクニックス　形成
- 1974年 - トレント・パークカレッジ・オブ・エデュケーションとニューカレッジ・オブ・スピーチ＆ドラマ　ミドルセックス・ポリテクニックに加わる
- 1978年 - オールセインツ・ティーチャー・トレーニング・カレッジ　ミドルセックス・ポリテクニックに加わる
- 1992年 - ミドルセックス大学　創立
- 1994年 - ロンドン・カレッジ・オブ・ダンス　ミドルセックス大学の一部となる
- 1995年 - ノース・ロンドン・カレッジ・オブ・ヘルス　ミドルセックス大学の一部となる：初の海外オフィスがヨーロッパに開設
- 2004年 - ロンドン・スポーツ・インスティテュート　創立（スクール・オブ・ヘルス＆ソーシャルサイエンス内）
- 2005年 - 初の海外キャンパス　ドバイに開校：トッテナムキャンパスが閉鎖、ほぼ全てのプログラムはトレントパーク移行
- 2008年 - エンフィールドキャンパス　閉鎖、全てのプログラムと生徒・スタッフはヘンドンへ移行

## 主な出身者
芸術家・彫刻家
- アレン・ジョーンズ　彫刻家
- アニッシュ・カプーア　彫刻家
- ラングランズ＆ベル　芸術家
- トレバー・サットン　芸術家
- ファッション・映画業界
- アリー・カペリーノ　デザイナー
- アラベラ・ウィアー　コメディアン（英）女優　作家
- アシュリー・イシャム　ファッションデザイナー
- ヴィヴィアン・ウェストウッド　ファッションデザイナー

文学・ジャーナリスト・マスメディア
- Dermot O'Leary, TV presenter
- Fiona McAuslan, co-author of "The Rough Guide"
- Henry Bond, writer and photographer
- James Heartfield, writer
- James Herbert, novelist
- Laura Hird, novelist
- Louise Lear, BBC Weather presenter
- Monica Ali writer, author of "Brick Lane"

音楽・ラジオ・エンターテイメント
- Aaron Whitby, musician/record producer (Martha Redbone, Rodney Holmes)
- Adam Ant (real name: Stuart Goddard), musician (Adam and the Ants)
- Adam Ficek, drummer for Babyshambles
- Alan Carr, comedian
- Alison Goldfrapp, musician (Goldfrapp)
- Bryn Fowler, bassist in the band The Holloways
- Dave Sturt, British bass player and producer
- Holly Slater, jazz musician
- Jo Enright, comedian
- Johnny Vegas, comedian
- Jonathan S. Clayden, musician (Pitchshifter)
- Kevin Kerrigan, music producer, composer, sound artist and conceptualist
- Ray Davies, CBE, musician (The Kinks)
- Rod Birtles, General Manager, Boston Philharmonic Orchestra
- Russell Kane, writer & comedian
- Roger Glover, musician (Deep Purple)
- Vic Reeves, comedian
- Politics and public service
- Christine Butler, MP (Labour)
- Gladys Asmah, Minister for Fisheries, Ghana
- Kim Howells, MP (Labour)
- Michael Lyons, former Labour Party councillor and the Chairman of the BBC Trust
- Mike Gapes, MP (Labour)
- Nick Harvey, MP (Liberal Democrats)
- Ozlem Turkone, Turkish MP
- Steve Sinnott, general secretary, National Union of Teachers
- Tom Nairn, theorist on nationalism and political activist